# منتخب ويلز لهوكي الجليد للسيدات
منتخب ويلز الوطني لهوكي الجليد للسيدات (بالإنجليزية: Wales women's national ice hockey team)‏ هو ممثل المملكة المتحدة  الرسمي في المنافسات الدولية في هوكي الجليد للسيدات.